# سلفاميتوكسيديازين
سلفاميتوكسيديازين  هو مضاد بكتيري يستخدم كعامل كابح للجذام ولعلاج عدوى المسالك البولية.